# Stephan von Ljubicic
Stephan Freiherr von Ljubicic (hrv. Stjepan Ljubičić) (Vrginmost, 25. rujna 1855. – Beč, 16. kolovoza 1935.) je bio austrougarski general i vojni zapovjednik. Tijekom Prvog svjetskog rata zapovijedao je 45. landverskom divizijom i XI. korpusom na Istočnom bojištu.

## Vojna karijera
Stephan Lubicic je rođen 25. rujna 1855. u Vrginmostu. Pohađao je vojne škole u Beloj Crkvi i Kamenitz-Günsu, te Tehničku školu u Mährisch-Weisskirchenu. Školovanje nastavlja pohađajući Tehničku vojnu akademiju, nakon čega diplomira na Topničkoj streljačkoj akademiji. U rujnu 1877. promaknut je u čin poručnika, te služi u 6. topničkoj pukovniji. U siječnju 1883. dostiže čin natporučnika, te služi u Glavnom stožeru. U svibnju 1888. unaprijeđen je u čin satnika, dok je od 1891. raspoređen na službu u 11. topničku pukovniju gdje se nalazi iduće dvije godine. Od 1893. obnaša dužnost načelnika stožera utvrde Krakow. U svibnju 1894. promaknut je u čin bojnika, a od te iste godine se nalazi na službi u 6. odjelu ministarstva rata. Tijekom službe u ministarstvu rata, u studenom 1896., dostiže čin potpukovnika.
U svibnju 1900. promaknut je u čin pukovnika, te imenovan načelnikom stožera X.korpusa kojim je tada zapovijedao Heinrich Kummer. Na navedenoj dužnosti nalazi se idućih šest godina, do 1906., kada postaje zapovjednikom 18. pješačke brigade. Istodobno je u svibnju te iste godine unaprijeđen u čin general bojnika. Od 1909. zapovijeda 13. landverskom divizijom, nakon čega od 1910. obnaša dužnost načelnika odjela u ministarstvu rata. Te iste godine u svibnju promaknut je u čin podmaršala.

## Prvi svjetski rat
Na početku Prvog svjetskog rata Ljubicic postaje zapovjednikom novoformirane 45. landverske divizije s kojom sudjeluje u Bitci kod Komarowa. Krajem rujna imenovan je zapovjednikom XI. korpusa umjesto smijenjenog Desideriusa Kolossváryja. Zapovijedajući XI. korpusom sudjeluje u deblokadi Przemysla, te nakon toga u Bitci kod Limanowe-Lapanowa. U studenom 1914. promaknut je u čin generala topništva. U svibnju 1915. postaje zapovjednikom Grupe Ljubicic s kojom sudjeluje u ofenzivi Gorlice-Tarnow.

## Poslije rata
Preminuo je 16. kolovoza 1935. u 80. godini života u Beču, gdje je i pokopan 20. kolovoza u katoličkoj ceremoniji.

## Vanjske poveznice
(eng.) Stephan von Ljubicic na stranici Oocities.org

(njem.) Stephan von Ljubicic na stranici Weltkriege.at